# KFNB IIIb 1,2
| KFNB IIIb1,2 / kkStB 121 / BBÖ 121             | KFNB IIIb1,2 / kkStB 121 / BBÖ 121                               | KFNB IIIb1,2 / kkStB 121 / BBÖ 121                               |
| ---------------------------------------------- | ---------------------------------------------------------------- | ---------------------------------------------------------------- |
| KFNB IIIb1 115 „TITAN“ 226 später kkStB 121.05 |                                                                  |                                                                  |
| Technische Daten                               |                                                                  |                                                                  |
| Nummerierung:                                  | KFNB IIIb 1,2 110–161 kkStB 121.01–49 BBÖ 121.01–49 (mit Lücken) | KFNB IIIb 1,2 110–161 kkStB 121.01–49 BBÖ 121.01–49 (mit Lücken) |
| Anzahl:                                        | KFNB: 52 kkStB: 49 BBÖ: 26                                       | KFNB: 52 kkStB: 49 BBÖ: 26                                       |
| Hersteller:                                    | StEG, Strousberg/Hannover, Wr. Neustadt                          | StEG, Strousberg/Hannover, Wr. Neustadt                          |
| Baujahr(e):                                    | 1867–1869, 1871–1873                                             | 1867–1869, 1871–1873                                             |
| Ausmusterung:                                  | bis 1926                                                         | bis 1926                                                         |
|                                                | IIIb1                                                            | IIIb2                                                            |
| Bauart:                                        | 1B n2                                                            | 1B n2                                                            |
| Zylinderdurchmesser:                           | 395 mm                                                           | 395 mm                                                           |
| Kolbenhub:                                     | 632 mm                                                           | 632 mm                                                           |
| Treibraddurchmesser:                           | 1.582 mm                                                         | 1.582 mm                                                         |
| Laufraddurchmesser:                            | 1.186 mm                                                         | 1.186 mm                                                         |
| Fester Radstand:                               | 3.477 mm                                                         | 3.477 mm                                                         |
| Gesamtradstand:                                | 3.477 mm                                                         | 3.477 mm                                                         |
| Gesamtradstand + Tender                        | 10465 mm                                                         | 10465 mm                                                         |
| Rohrheizfläche:                                | 114,7 m²                                                         | 118,5 m²                                                         |
| Strahlungsheizfläche:                          | 7,40 m²                                                          | 7,40 m²                                                          |
| Rostfläche:                                    | 1,70 m²                                                          | 1,70 m²                                                          |
| Kesselüberdruck:                               | 8,6 atm                                                          | 10,0 atm                                                         |
| Leermasse:                                     | 30,0 t                                                           | 30,0 t                                                           |
| Reibungsmasse:                                 | 23,5 t                                                           | 23,5 t                                                           |
| Dienstmasse:                                   | 34,0 t                                                           | 34,0 t                                                           |
| Tender                                         | 45                                                               | 45                                                               |
| Dienstgewicht mit Tender:                      | 62,3 t                                                           | 62,3 t                                                           |
| Wasservorrat:                                  | 9,6 m³                                                           | 9,6 m³                                                           |
| Brennstoffvorrat:                              | 7,1 m³ (Kohle)                                                   | 7,1 m³ (Kohle)                                                   |
| Länge:                                         | 8.325 mm                                                         | 8.325 mm                                                         |
| Länge mit Tender:                              | 14.520 mm                                                        | 14.520 mm                                                        |
| Höhe:                                          | 4.465 mm                                                         | 4.465 mm                                                         |
| Höchstgeschwindigkeit:                         | 70 km/h                                                          | 70 km/h                                                          |

Die Dampflokomotivreihe KFNB IIIb 1,2 war eine Personenzug-Schlepptenderlokomotivreihe der Kaiser Ferdinands-Nordbahn (KFNB) stammte.
Die Lokomotivfabrik der StEG, die Lokomotivfabrik von Bethel Henry Strousberg in Hannover und die Wiener Neustädter Lokomotivfabrik lieferten von 1867 bis 1873 52 Stück dieser Lokomotiven der Bauart 1B.
Die KFNB gab den Maschinen der Reihe IIIb die Nummern 110–161.
Die Fahrzeuge erhielten auch Namen, z. B. hießen die erste NORDSTERN" und die letztgelieferte LEMBERG.
Die alten, wenig leistungsfähigen Kessel wurden sukzessive gegen bessere getauscht.
In diesem Zusammenhang wurden die noch nicht umgebauten Maschinen der Reihe IIIb1 zugeordnet, die umgebauten der Reihe IIIb2.
1907 waren nur noch zwei nicht umgebaute Lokomotiven der Reihe IIIb1 vorhanden.
Die Maschinen waren hauptsächlich in Lundenburg stationiert und bespannten die Personenzüge nach Zellerndorf und Grußbach/Schönau.
Bei den k.k. österreichischen Staatsbahnen (kkStB) bildeten sie nach der Verstaatlichung der KFNB die Reihe 121.
Nach dem Ersten Weltkrieg kamen sechs Stück in den Besitz der polnischen Staatseisenbahn PKP.
Die verbliebenen Maschinen kamen zur österreichischen Eisenbahngesellschaft BBÖ, die sie bis 1926 ausmusterte.